# Kessel
Kessel è una località olandese situata nel comune di Peel en Maas, nella provincia del Limburgo.